# Otto Gildemeister
Otto Gildemeister (Brema, 13 marzo 1823 – Brema, 26 agosto 1902) è stato un giornalista, traduttore e politico tedesco.

## Biografia
Dal 1850 fu caporedattore del Weser-Zeitung di Brema.
Divenne noto per aver tradotto in tedesco l'opera omnia di Lord Byron, i Sonetti scespiriani, la Divina Commedia dantesca e l'Orlando furioso di Ludovico Ariosto.
Era fratello dell'architetto Karl Gildemeister.